# Enrique Cerdán
Enrique Cerdán Fuentes, que firmaba con su primer apellido, es un historietista e ilustrador español (Valencia, 15 de junio de 1937- 15 de marzo de 2024), adscrito a la Escuela Valenciana de cómic, aunque también trabajó posteriormente para la Editorial Bruguera y el mercado exterior.         

## Biografía

### Infancia y juventud
Igual que otros autores de su generación (Carbó, Frejo, Jiaser o Liceras), Enrique Cerdán estudió en la Escuela de Bellas Artes de San Carlos. 
Inició su carrera historietística trabajando para los diarios Levante en 1953 y la Jornada de Valencia en 1954.

### Madurez (1962-)
A partir de 1962 empieza a colaborar en las revistas de la Editorial Valenciana Jaimito, donde creó las series El grumete Timoteo o El Hotelito Calamar, y Pumby, La alegre tripulación del barquito Cascarón o Plumita. En todas ellas, plasmaba sus propios guiones, salvo en una aventura larga del "Grumete Timoteo", escrita por Vicente Tortajada.
Sifré continuó trabajando para las revistas de la citada editorial hasta 1983, incluyendo la revista de terror SOS, pero desde 1974 había comenzado también a compatibilizarla con Bruguera, en un movimiento idéntico al de sus compañeros Rojas, Sanchis o Sifré. Para ésta, creó las series La Pensión de Doña Inés (Din Dan) y Marujito (Zipi y Zape).

### Últimos años
Desde 1979 hasta 1982, y a través de la agencia barcelonesa Bardon Art, trabajó para los mercados danés (Donald Duck), alemán (Fix y Foxi), holandés (Dr. Snuggles) e inglés (Shemeed).
Posteriormente, ha colaborado con editoriales hispanas como Ortells (Simón, el pequeño Castor, 1982), Iru (revista El Cuervo, 1986), Ediciones B (Mortadelo y Filemón, El botones Sacarino, 1987). 
Vuelve a trabajar a través de Bardon Art para Italia e Inglaterra en 1992. 
En 2005, la Universidad de Alicante le hizo entrega de su trofeo "Notarios del Humor".

## Estilo
En opinión del crítico Pedro Porcel

su uso de los sombreados y los intentos de descomponer la página lo aproximan más a ciertos autores de la escuela valenciana de cuadernos que a los de revistas de humor.